# 堀田政孝
堀田 政孝（ほった まさたか、1917年（大正6年）2月15日 - 1971年（昭和46年）12月20日）は、昭和期の官僚、政治家。衆議院議員。

## 経歴
岡山県出身。府立高等学校を卒業。1939年（昭和14年）10月、高等試験行政科試験に合格した。1940年（昭和15年）東京帝国大学法学部を卒業。同年、内務省に入省し警保局属に任じられた。
太平洋戦争に出征し陸軍主計少尉となるが、病のため1944年（昭和19年）ラバウルから帰還し除隊となる。1945年（昭和20年）山形県警察部特別高等警察課長に赴任。石原莞爾の監視を命ぜられていたが、その弟子となる。
戦後に公職追放となる。そのため各種の事業を経営したがいずれも失敗。1951年（昭和26年）に追放解除となり、山形県総務部長に就任。村山道雄知事を補佐し、1955年（昭和30年）の山形県知事選挙で村山を応援したが落選し山形県庁を退職した。その後、防衛研修所（現防衛研究所）員を経て、1956年（昭和31年）4月、防衛庁（現防衛省）広報課長に就任。国防会議（現国家安全保障会議）参事官、防衛庁教育局長、同人事局長を歴任した。
1967年（昭和42年）1月の第31回衆議院議員総選挙に山形県第1区から無所属で出馬して落選。1969年（昭和44年）12月の第32回総選挙に無所属で出馬して当選。山形県自衛隊父兄連絡会長、東急顧問、自由民主党災害対策副委員長、同山形県連常任顧問などを務めた。議員在任中の1971年12月に死去し、衆議院議員に1期在任した。

## 著作
- 『日曜日の随想』朝雲新聞社、1965年。
- 『激動期に生きる：わたくしの戦後史』朝雲新聞社、1966年。
- 『ひとすじの道』朝雲新聞社、1969年。